# Eschenburg
Eschenburg ist eine Gemeinde im mittelhessischen Lahn-Dill-Kreis. Sie entstand in den 1970er-Jahren als Großgemeinde im Zuge der Hessischen Gebietsreform (siehe dazu Abschnitt „Gemeindebildung“).

## Geografie

### Geografische Lage

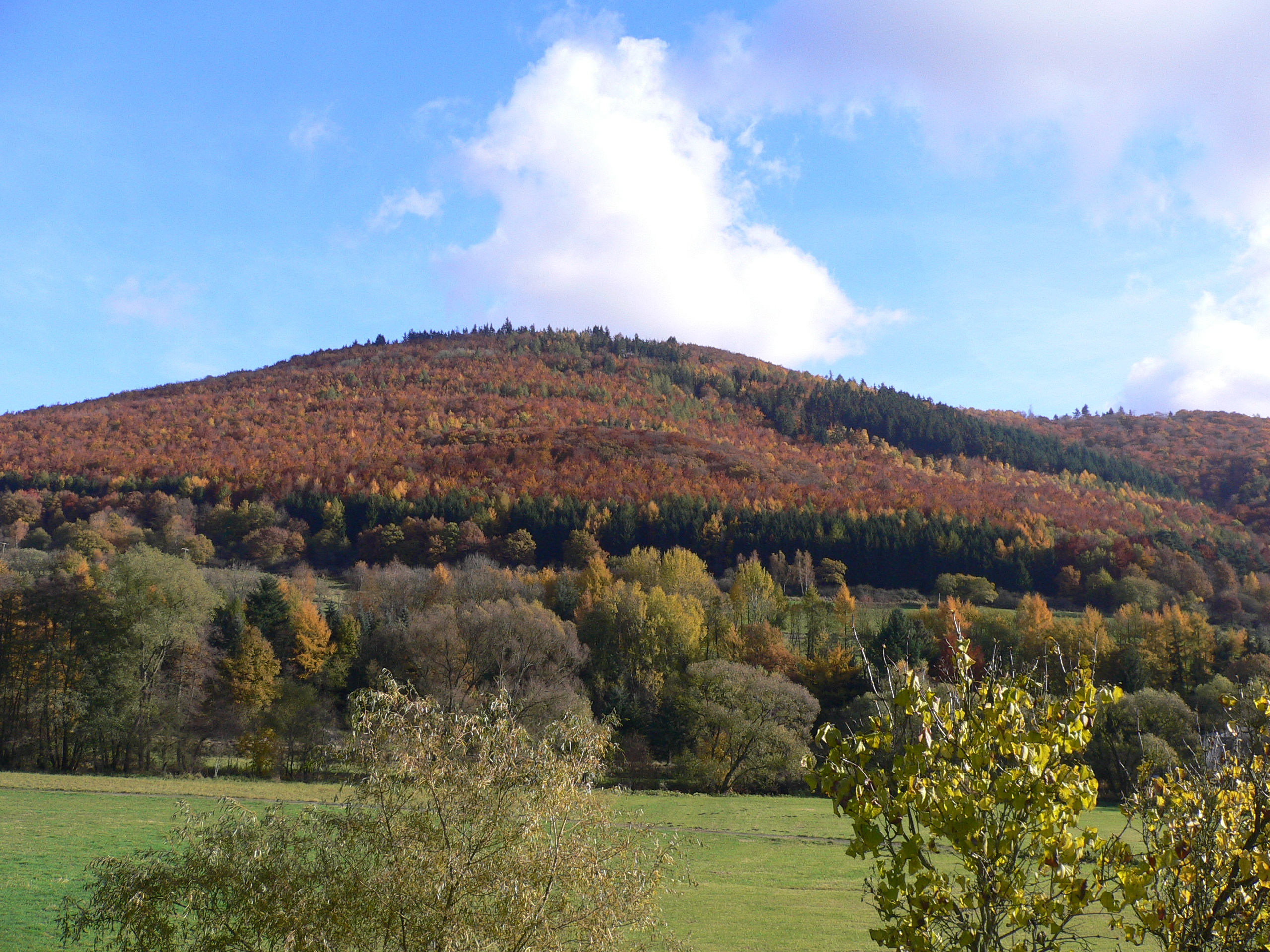
Die Eschenburg, der für die Gemeinde namensgebende Berg

Eschenburg liegt im Norden des Lahn-Dill-Kreises, etwa 10 km nordöstlich von Dillenburg. Die einzelnen Ortsteile Eschenburgs liegen an der Dietzhölze und ihren Seitentälern. Diese stoßen westlich an die Ausläufer des Rothaargebirges bzw. naturräumlich – wie auch das Dietzhölzetal zum Dilltal gezählte Struth – östlich ans Gladenbacher Bergland. Einzig der Ortsteil Hirzenhain liegt auf etwa 530 m Höhe bereits auf dem Plateau der Bottenhorner Hochflächen des Gladenbacher Berglandes.
Der niedrigste Punkt der Gemeinde liegt mit 275 m in der Dietzhölzaue, den höchsten mit 609 m bildet die Angelburg. Nach diesem Berg ist allerdings die Nachbargemeinde Angelburg benannt, während die hier namensgebende Eschenburg 589 m misst und bereits in unmittelbarer Nachbarschaft zur südlichen Grenze zu Dillenburg liegt.

### Nachbargemeinden
Eschenburg grenzt im Norden an die Gemeinden Dietzhölztal (Lahn-Dill-Kreis) und Breidenbach, im Osten an die Gemeinden Steffenberg und Angelburg (alle drei im Landkreis Marburg-Biedenkopf), im Süden an die Gemeinde Siegbach, im Südwesten an die Stadt Dillenburg sowie im Westen an die Stadt Haiger (alle im Lahn-Dill-Kreis).

### Gliederung
Zu Eschenburg gehören die Ortsteile Eibelshausen, das auch Verwaltungssitz ist, Eiershausen, Roth, Simmersbach, Wissenbach und Hirzenhain.
Rund 2000 ha, das sind 43,8 % der Gemeindefläche, sind bewaldet, davon 985 ha Gemeindewald, der Rest ist Staatswald.
| Ortsteil     | Fläche ha | Fläche % |
| ------------ | --------- | -------- |
| Eibelshausen | 685,8     | 15,0 %   |
| Eiershausen  | 548,7     | 12,0 %   |
| Hirzenhain   | 955,8     | 20,9 %   |
| Roth         | 783,3     | 17,1 %   |
| Simmersbach  | 722,0     | 15,8 %   |
| Wissenbach   | 875,4     | 19,2 %   |
| Eschenburg   | 4571,0    | 100,0 %  |

## Geschichte

### Gemeindegebiet
Die Besiedlung der Gemeinde kann aufgrund von Funden bis in keltische Zeiten nachgewiesen werden. Die ersten urkundlichen Erwähnungen gehen bis ins 13. Jahrhundert zurück. Schon frühzeitig wurde an verschiedenen Stellen nach Erzen wie Silber, Nickel, Kupfer und Eisen sowie nach Schiefer und Diabasstein gegraben. Dies hat zur Folge, dass Verarbeitungsbetriebe wie Hütten- und Hammerwerke entstanden. Erst in jüngerer Zeit konnten bei archäologischen Ausgrabungen die Fundamente einer mittelalterlichen Waldschmiede im Ortsteil Wissenbach freigelegt werden, die als Geotop Teil des Nationalen Geoparks Westerwald-Lahn-Taunus ist.
Im Ortsteil Hirzenhain gründete der Lehrer Emil Schäfer im Jahr 1923 einen Segelflugverein und legte einen Flugplatz an. Erste Experimente mit selbst gebauten Fluggeräten scheiterten. Bereits im Jahr 1928 gelang es dem Flugpionier Max Kegel einen Flug von über einer Stunde Dauer durchzuführen. 1932 fand der erste öffentliche Flugwettbewerb statt. Der Flugbetrieb musste 1945 eingestellt werden, aber bereits 1951 wurde er mit dem ersten Deutschen Segelfliegertreffen wieder aufgenommen. Im Jahr 1962 wurde der Flugplatz Hirzenhain an seine heutige Stelle verlegt.

### Gemeindebildung
Im Zuge der Gebietsreform in Hessen erfolgte die Gründung der Gemeinde zum 1. Oktober 1971 durch den freiwilligen Zusammenschluss der bis dahin selbständigen Gemeinden Eibelshausen, Eiershausen und Wissenbach. Der 589 Meter hohe Berg Eschenburg, sieben Kilometer nordöstlich von Dillenburg, gab der neuen Gemeinde den Namen. Kraft Landesgesetz wurden dann die Gemeinden Eschenburg, Hirzenhain sowie Simmersbach und Roth des ehemaligen Landkreises Biedenkopf zur Großgemeinde Eschenburg zusammengeschlossen. Die Inkraftsetzung erfolgte zum 1. Juli 1974 durch den Regierungspräsidenten in Darmstadt. Für alle sechs Ortsteile wurden Ortsbezirke mit Ortsbeirat und Ortsvorsteher nach der Hessischen Gemeindeordnung gebildet.
Eibelshausen ist die größte Ortschaft in der Gemeinde. Sie übt die Mittelpunktfunktion im mittleren Dietzhölztal aus, ist Verwaltungssitz und Schulort der Haupt- und Realschule mit gymnasialem Zweig für zehn Dörfer der Gemeinden Eschenburg und Dietzhölztal.

## Bevölkerung

### Einwohnerstruktur 2011
Nach den Erhebungen des Zensus 2011 lebten am Stichtag, dem 9. Mai 2011, in Eschenburg 10.273 Einwohner. Darunter waren 446 (4,3 %) Ausländer, von denen 171 aus dem EU-Ausland, 113 aus anderen europäischen Ländern und 52 aus anderen Staaten kamen. Von den deutschen Einwohnern hatten 13,3 % einen Migrationshintergrund. (Bis zum Jahr 2020 erhöhte sich die Ausländerquote auf 7,2 %.) Nach dem Lebensalter waren 1998 Einwohner unter 18 Jahren, 4386 zwischen 18 und 49, 1998 zwischen 50 und 64 und 1893 Einwohner waren älter. Die Einwohner lebten in 4045 Haushalten. Davon waren 1028 Singlehaushalte, 1140 Paare ohne Kinder und 1486 Paare mit Kindern, sowie 327 Alleinerziehende und 73 Wohngemeinschaften. In 336 Haushalten lebten ausschließlich Senioren und in 2502 Haushaltungen lebten keine Senioren.

### Einwohnerentwicklung
| Eschenburg: Einwohnerzahlen von 1973 bis 2020                         | Eschenburg: Einwohnerzahlen von 1973 bis 2020 | Eschenburg: Einwohnerzahlen von 1973 bis 2020 | Eschenburg: Einwohnerzahlen von 1973 bis 2020 | Eschenburg: Einwohnerzahlen von 1973 bis 2020 |
| --------------------------------------------------------------------- | --------------------------------------------- | --------------------------------------------- | --------------------------------------------- | --------------------------------------------- |
| Jahr                                                                  |                                               |                                               |                                               | Einwohner                                     |
| 1973                                                                  | 1973                                          |                                               | 9.146                                         | 9.146                                         |
| 1975                                                                  | 1975                                          |                                               | 9.080                                         | 9.080                                         |
| 1980                                                                  | 1980                                          |                                               | 9.357                                         | 9.357                                         |
| 1985                                                                  | 1985                                          |                                               | 9.416                                         | 9.416                                         |
| 1990                                                                  | 1990                                          |                                               | 9.961                                         | 9.961                                         |
| 1995                                                                  | 1995                                          |                                               | 10.708                                        | 10.708                                        |
| 2000                                                                  | 2000                                          |                                               | 10.769                                        | 10.769                                        |
| 2005                                                                  | 2005                                          |                                               | 10.748                                        | 10.748                                        |
| 2010                                                                  | 2010                                          |                                               | 10.399                                        | 10.399                                        |
| 2011                                                                  | 2011                                          |                                               | 10.273                                        | 10.273                                        |
| 2015                                                                  | 2015                                          |                                               | 10.111                                        | 10.111                                        |
| 2020                                                                  | 2020                                          |                                               | 9.950                                         | 9.950                                         |
| Quelle(n): ; Hessisches Statistisches Informationssystem; Zensus 2011 |                                               |                                               |                                               |                                               |

### Historische Religionszugehörigkeit
| • 1987: | 6601 evangelische (= 70,9 %), 1048 katholische (= 11,2 %), 1667 sonstige (= 17,9 %) Einwohner |
| • 2011: | 6790 evangelische (= 66,1 %), 910 katholische (= 8,8 %), 2580 sonstige (= 25,1 %) Einwohner   |

## Politik

### Gemeindevertretung
Die Kommunalwahl am 14. März 2021 lieferte folgendes Ergebnis, in Vergleich gesetzt zu früheren Kommunalwahlen:

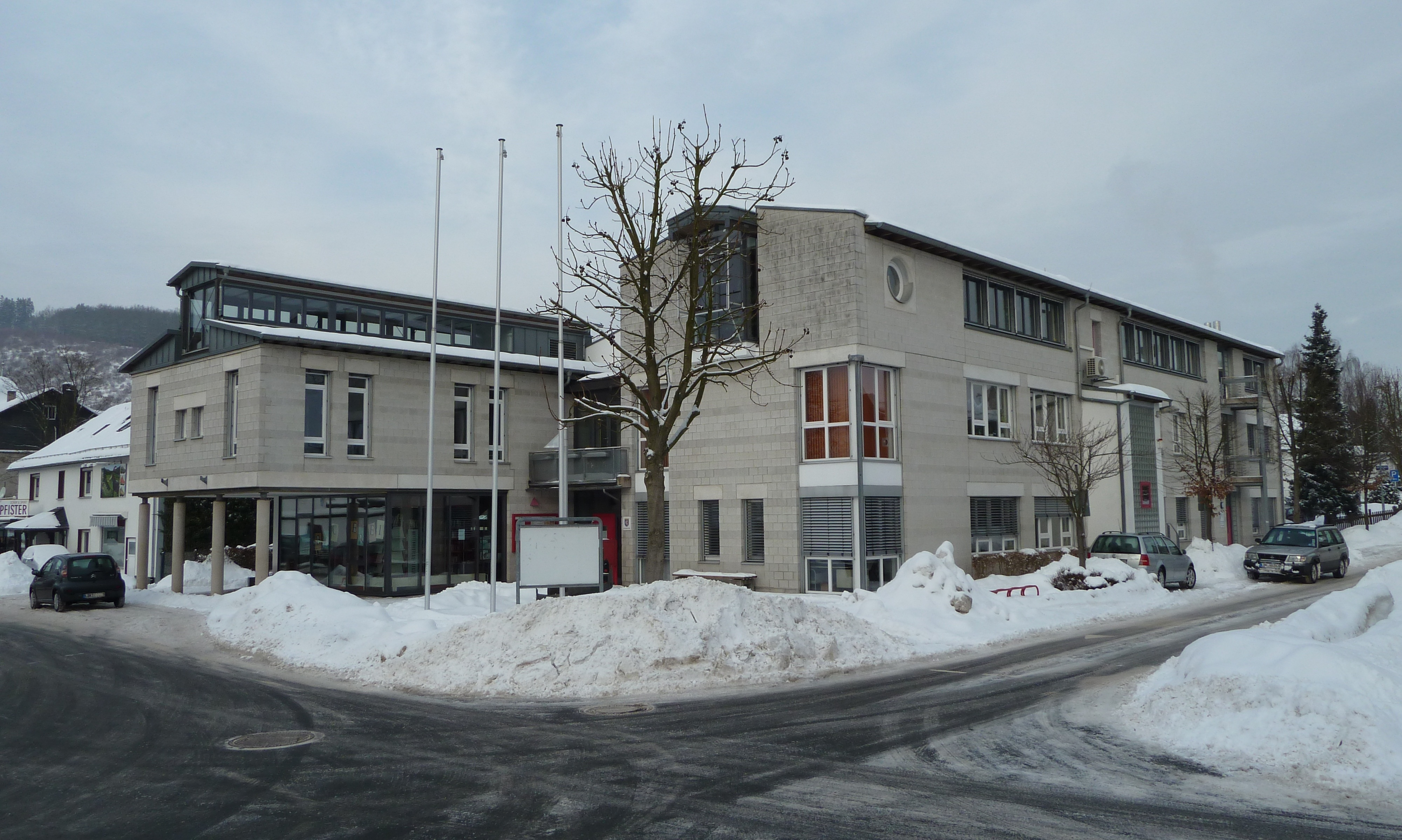
Rathaus in Eibelshausen

| Sitzverteilung in der Gemeindevertretung 2021Insgesamt 31 Sitze - SPD: 10 - FWG: 6 - CDU: 15 | Parteien und Wählergemeinschaften | Parteien und Wählergemeinschaften           | 2021  | 2021  | 2016  | 2016  | 2011  | 2011  | 2006  | 2006  | 2001  | 2001  |
| Sitzverteilung in der Gemeindevertretung 2021Insgesamt 31 Sitze - SPD: 10 - FWG: 6 - CDU: 15 | Parteien und Wählergemeinschaften | Parteien und Wählergemeinschaften           | %     | Sitze | %     | Sitze | %     | Sitze | %     | Sitze | %     | Sitze |
| Sitzverteilung in der Gemeindevertretung 2021Insgesamt 31 Sitze - SPD: 10 - FWG: 6 - CDU: 15 | CDU                               | Christlich Demokratische Union Deutschlands | 48,5  | 15    | 48,5  | 15    | 46,9  | 14    | 52,9  | 16    | 52,6  | 16    |
| Sitzverteilung in der Gemeindevertretung 2021Insgesamt 31 Sitze - SPD: 10 - FWG: 6 - CDU: 15 | SPD                               | Sozialdemokratische Partei Deutschlands     | 33,5  | 10    | 32,0  | 10    | 38,1  | 12    | 29,9  | 9     | 34,0  | 11    |
| Sitzverteilung in der Gemeindevertretung 2021Insgesamt 31 Sitze - SPD: 10 - FWG: 6 - CDU: 15 | FWG                               | Freie Wählergemeinschaft                    | 18,0  | 6     | 19,5  | 6     | 15,0  | 5     | 15,8  | 5     | 9,3   | 3     |
| Sitzverteilung in der Gemeindevertretung 2021Insgesamt 31 Sitze - SPD: 10 - FWG: 6 - CDU: 15 | FDP                               | Freie Demokratische Partei                  | —     | —     | —     | —     | —     | —     | 1,4   | 1     | 4,2   | 1     |
| Sitzverteilung in der Gemeindevertretung 2021Insgesamt 31 Sitze - SPD: 10 - FWG: 6 - CDU: 15 | Gesamt                            | Gesamt                                      | 100,0 | 31    | 100,0 | 31    | 100,0 | 31    | 100,0 | 31    | 100,0 | 31    |
| Sitzverteilung in der Gemeindevertretung 2021Insgesamt 31 Sitze - SPD: 10 - FWG: 6 - CDU: 15 | Wahlbeteiligung in %              | Wahlbeteiligung in %                        | 41,7  | 41,7  | 37,6  | 37,6  | 36,7  | 36,7  | 34,4  | 34,4  | 43,1  | 43,1  |

### Bürgermeister
Nach der hessischen Kommunalverfassung wird der Bürgermeister für eine sechsjährige Amtszeit gewählt, seit dem Jahr 1993 in einer Direktwahl, und ist Vorsitzender des Gemeindevorstands, dem in der Gemeinde Eschenburg neben dem Bürgermeister ehrenamtlich ein Erster Beigeordneter und fünf weitere Beigeordnete angehören. Bürgermeister ist seit dem 1. Januar 2005 der parteiunabhängige Götz Konrad. Er wurde als Nachfolger von Walter Jank (CDU), der nach zwei Amtszeiten nicht mehr kandidiert hatte, am 19. September 2004 in einer Stichwahl bei 56,7 Prozent Wahlbeteiligung mit 70,8 Prozent der Stimmen gewählt. Es folgten drei Wiederwahlen, zuletzt im September 2022.
Amtszeiten der Bürgermeister
- 2005–2028 Götz Konrad[19]
- 1993–2004 Walter Jank (CDU)
- 1972–1992 Otto Friedrich Schlemper (CDU) (zuvor Bürgermeister von Eibelshausen)

Flagge der Gemeinde Eschenburg

### Wappen und Flagge
Am 28. Oktober 1983 genehmigte der Hessische Minister des Innern das Wappen mit folgender Beschreibung:
| Wappen von Eschenburg | Blasonierung: „Schild schräggeteilt; oben in Gold ein blauer Maueranker, unten in Blau ein goldener Stautzeweck.“ |
| Wappen von Eschenburg | Wappenbegründung: Der Maueranker ist das Wappensymbol der Herren von Helfenberg, die im Mittelalter die Herrschaft über den Ort ausübten, bis sie im Jahr 1314 die Vogtei an ihren Lehnsherren, den Grafen von Nassau, veräußerten. Der „Stautzeweck“ ist das traditionelle Eibelshäuser Neujahrsgebäck. Das Wappen wurde erstmals am 30. April 1969 genehmigt, damals noch für den heutigen Ortsteil Eibelshausen. 1983 folgte die Genehmigung für die neugebildete Großgemeinde. |

Die Flagge der Gemeinde zeigt das Wappen auf einem zweigeteilten Flaggentuch in entsprechenden Farben.

### Ortspartnerschaften
Seit 1990 besteht eine Partnerschaft mit der Gemeinde Altenfeld, seit 2019 Ortsteil der Stadt Großbreitenbach in Thüringen.
Seit Mai 2018 besteht eine Partnerschaft mit Bečov nad Teplou in Tschechien.

## Kultur, Freizeit und Sehenswürdigkeiten

### Museen
Das Heimatmuseum in Eibelshausen sowie der Kulturkreis Eschenburg-Dietzhölztal bieten Ausstellungen und ein Kulturprogramm.

### Sehenswürdigkeiten
Über 750 Jahre alt ist das Dorf Hirzenhain. Dort besteht der zweitälteste Segelfliegerverein auf der Welt.
Auf der Gemarkung des Ortsteils Simmersbach erinnert die Philippsbuche an die Rückkehr des Landgrafen Philipp von Hessen aus fünfjähriger spanisch-niederländischer Gefangenschaft am 10. September 1552.

### Turn-, Sport- und Freizeitstätten
In Eschenburg gibt es viele Sportvereine, in denen man fast alle Disziplinen betreiben kann, vom Fußball, Handball über Leichtathletik bis zum Turnen, Gymnastik, Tennis etc.
Grillplätze und Freizeitanlagen sind in den Ortsteilen vorhanden. Waldlehrpfade, Wanderwege, Vogelschutz- und Landschaftsschutzgebiete laden zu Wanderungen ein.

## Wirtschaft und Infrastruktur

### Ansässige Unternehmen
Die größten in Eschenburg ansässigen Unternehmen sind:
- Bosch Thermotechnik GmbH, Werk Eibelshausen
- Rittal RGS Großschaltschränke GmbH, Werk Wissenbach
- Kettenbach Medical Dental GmbH, Eibelshausen
- Giebeler Kunststofftechnik, Wissenbach
- IVG Industrieverpackungen, Wissenbach
- Fritz WEG GmbH Technischer Großhandel, Wissenbach
- Reich GmbH Armaturen, Wissenbach
- Westerwald Bio GmbH, Roth

### Öffentliche Einrichtungen
- Freiwillige Feuerwehren in jedem Ortsteil
- Hallenbad „Freizeitbad Panoramablick“
- Jugendzentrum in Eibelshausen
- Rettungswache (Rettungsdienst Eschenburg GmbH)
- evangelische oder freie Kindertagesstätten in jedem Ortsteil
- katholische Kindertagesstätte in Eibelshausen
- Gemeindebücherei
- Bürgerhäuser in jedem Ortsteil
- Mehrzweckhalle in Wissenbach

### Bildung
- Grundschulen in Eibelshausen, Wissenbach, Hirzenhain, Simmersbach und Eiershausen
- Holderbergschule (Hauptschule, Realschule, Gymnasium) in Eibelshausen

## Persönlichkeiten
- (Johann) Daniel Müller (* 1716–nach 1786) Violinist, Bratschist, Konzertdirektor und radikalpietistische Religionsstifter, geboren in Eschenburg-Wissenbach
- Erich Klingelhöfer (1919–1985), Historiker, Altphilologe und Oberstudiendirektor, geboren in Eschenburg-Eibelshausen
- Klaus Holighaus (1940–1994), Segelflugzeugkonstrukteur und -pilot, geboren in Eschenburg-Eibelshausen
- Roderich Feldes (1946–1996), deutscher Schriftsteller und P.E.N.-Mitglied, lebte in Eschenburg-Eibelshausen
- Wolfgang Linsenmaier (* 1949), Richter am Bundesarbeitsgericht, geboren in Eibelshausen
- Esther Weitzel-Polzer (* 1950), Soziologin und Hochschullehrerin, geboren in Eschenburg
- Hella Heizmann (1951–2009), christliche Liedermacherin, wirkte in Eschenburg
- Ingrid Kretz (* 1959), Autorin und Liedtexterin, wuchs in Eschenburg-Wissenbach auf
- Harry Voss (* 1969 in Eibelshausen), Autor
- Thomas Rompf (* 1969 in Herborn), Rechtswissenschaftler und bekannter Vertragsarztrechtler (stv. Vorsitzender der deutschen Gesellschaft für Kassenarztrecht)
- Stefanie Kühn (* 1973), Finanzberaterin und Autorin,  wuchs in Hirzenhain auf
- Tina Hermann (* 1992) Weltmeisterin 2016 im Skeleton, geboren in Eschenburg-Hirzenhain